# Gran Mezquita (Rabat)
La Gran Mezquita (en árabe: الجامع الكبير‎, romanizado: al-jama' al-kbir), también conocida como Mezquita el-Kharrazin (en árabe: خرازين‎, romanizado: jama' al-kharrazin, lit. 'Mezquita de los Zapateros') es una mezquita situada en la medina de Rabat, Marruecos. Es la mezquita aljama más grande de la medina andalusí de Rabat. La mezquita está situada en la intersección de las calles del Souk Sebbat y la Rue Bab Chellah ("Calle de la Puerta de Chellah").

## Historia
La mezquita fue construida originalmente en el período meriní, a finales del siglo XIII o principios del XIV, pero ha sido reconstruida y restaurada muchas veces desde entonces. En 1882 se llevó a cabo una importante restauración y en 1939 se construyó el minarete actual.

## Descripción
La mezquita tiene una superficie de unos 1.800 metros cuadrados y su minarete cuenta con una altura de 33,15 metros. Tiene seis puertas y sigue un diseño tradicional de las mezquitas marroquíes (es decir, un patio o sahn y una sala hipóstila de oración interior).